# سوجیرو موتوکی
سوجیرو موتوکی (به ژاپنی: 本木 荘二郎 Motoki Sōjirō)؛ یک تهیه‌کننده، کارگردان فیلم، و فیلم‌نامه‌نویس اهل ژاپن است. او برای تولید چندین فیلم آکیرا کوروساوا از جمله هفت سامورایی، زیستن (فیلم ۱۹۵۲) و سریر خون شهرت دارد.